# فندق سينامون جراند (كولومبو)
فندق سينامون جراند، كولومبو (بالإنجليزية: Cinnamon Grand Hotel)‏ هو فندق ذو 5 نجوم يقع في سريلانكا. يعد واحد من ثلاثة فنادق ذات جذب سياحي شهيرة في كولومبو. يقع الفندق في 77، طريق جالي، المقاطعة الغربية، كوللوبيتيا، كولومبو.

## تفجيرات سريلانكا 2019
كان فندق سينامون جراند أحد مواقع تفجيرات سريلانكا 2019 التي حدثت في عيد القيامة، بالإضافة إلى فندقي شانغريلا وذا كينغسبيري. وقالت الحكومة إن جميع المفجرين الانتحاريين السبعة في الهجمات شبه المتزامنة كانوا من مواطني من سريلانكا ومرتبطين بجماعة التوحيد الوطنية، وهي جماعة إسلامية متشددة مسلحة ومحلية ولها صلات أجنبية مشتبه بها، وأعلنت تنظيم الدولة الإسلامية (داعش) مسؤوليتها عن الهجمات، في وقت لاحق.